# آرتور جنسن
آرتور جنسن (انگلیسی: Arthur Jensen; ۲۴ اوت ۱۹۲۳ – ۲۲ اکتبر ۲۰۱۲) نویسنده و روان‌شناس اهل ایالات متحده آمریکا بود. او استاد روان‌شناسی تربیتی در دانشگاه کالیفرنیا، برکلی بود. جنسن به خاطر کارش در روان‌سنجی و روان‌شناسی تفاوت‌های فردی، مطالعه چگونگی و چرایی تفاوت‌های رفتاری افراد با یکدیگر، شهرت داشت.